# La Neirigue
La Neirigue (toponimo francese) è una frazione di 60 abitanti del comune svizzero di Vuisternens-devant-Romont, nel Canton Friburgo (distretto della Glâne).

## Storia

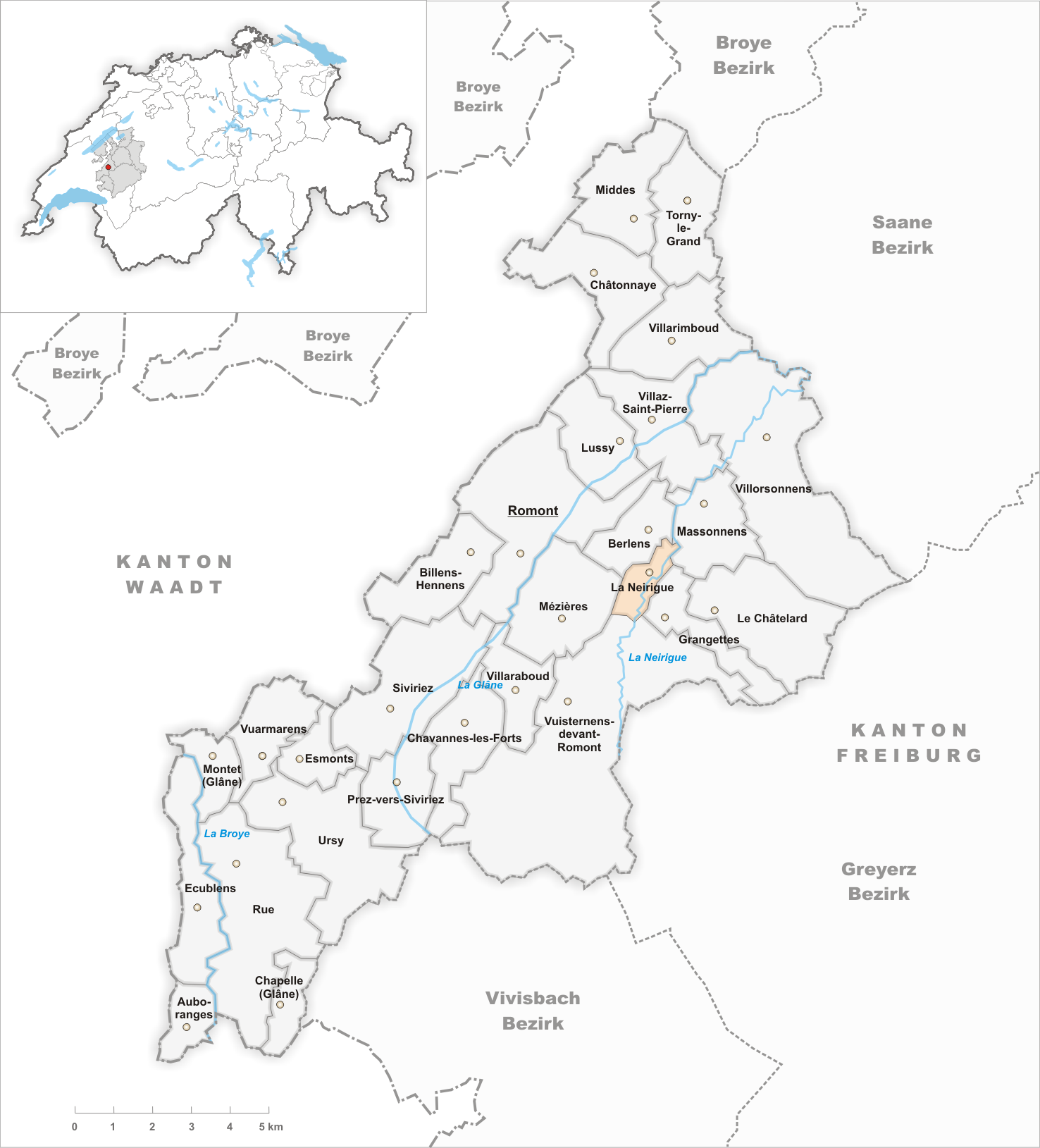
Il territorio del comune di La Neirigue prima degli accorpamenti comunali del 2004

Già comune autonomo, nel 2004 è stato accorpato a Vuisternens-devant-Romont.

## Monumenti e luoghi d'interesse
- Cappella cattolica di San Guerrino, eretta nel 1651 e ricostruita nel 1735[1].

## Società

### Evoluzione demografica
L'evoluzione demografica è riportata nella seguente tabella:
Abitanti censiti

## Amministrazione
Ogni famiglia originaria del luogo fa parte del comune patriziale che ha la responsabilità della manutenzione di ogni bene comune.